# Panicum beecheyi
Panicum beecheyi är en gräsart som beskrevs av William Jackson Hooker och George Arnott Walker Arnott. Panicum beecheyi ingår i släktet vipphirser, och familjen gräs. Inga underarter finns listade i Catalogue of Life.